# South Orange
South Orange ist eine Vorstadtgemeinde (Village) und Township bei Newark im Essex County, New Jersey, USA. Bei der Volkszählung von 2020 wurde eine Bevölkerungszahl von 18.484 Einwohnern registriert.

## Geographie
Nach Angaben des United States Census Bureau hat die Township eine Gesamtfläche von 2,85 Quadratmeilen (7,38 km²), davon 2,85 Quadratmeilen (7,37 km²) Land und <0,01 Quadratmeilen (<0,01 km²) Wasser (0,07 %).[2][3]
South Orange grenzt an die Essex County-Gemeinden Maplewood, Newark, West Orange, Orange und East Orange,[51][52] außerdem grenzt South Orange an die Gemeinden Livingston und Millburn.
Der East Branch des Rahway River, der in West Orange entspringt, fließt durch die gesamte Länge des Townships. In der Vergangenheit trat er gelegentlich über die Ufer und überschwemmte tief gelegene Teile der Stadt – ein Problem, das durch Hochwasserschutzprojekte des United States Army Corps of Engineers Mitte der 1970er Jahre behoben wurde.[54]
Der westliche Teil der Stadt liegt am Osthang des South Mountain (Höhe < 201 m), der in der Nähe des zentralen Geschäftsviertels in ein kleines Tal abfällt. Am oberen Ende des Hangs verläuft der westliche Rand der Stadt entlang der östlichen Grenze des South Mountain Reservats. Zu South Orange gehören die historischen Stadtteile Montrose, Newstead, Tuxedo Park und Wyoming[55] Die Seton Hall University befindet sich im südöstlichen Quadranten der Gemeinde.

## Klima
South Orange hat ein sommerheißes feuchtes Kontinentalklima (cfa).
|                       | Jan  | Feb  | Mär | Apr  | Mai  | Jun  | Jul  | Aug  | Sep  | Okt  | Nov  | Dez  |   |      |
| Mittl. Tagesmax. (°C) | 2    | 4    | 8,2 | 14,4 | 20,3 | 25,1 | 28,8 | 27,7 | 23,9 | 17,2 | 10,5 | 5,5  | ⌀ | 15,7 |
| Mittl. Tagesmin. (°C) | −4,3 | −3,4 | 0,7 | 6,3  | 11,7 | 16,4 | 19,9 | 19,6 | 15,6 | 10,2 | 3,8  | −0,5 | ⌀ | 8,1  |

| −4,3 |

| −3,4 |

| 0,7 |

| 6,3 |

| 11,7 |

| 16,4 |

| 19,9 |

| 19,6 |

| 15,6 |

| 10,2 |

| 3,8 |

| −0,5 |

| −4,3 |

| −3,4 |

| 0,7 |

| 6,3 |

| 11,7 |

| 16,4 |

| 19,9 |

| 19,6 |

| 15,6 |

| 10,2 |

| 3,8 |

| −0,5 |

## Demographie
Nach der Volkszählung von 2000 gibt es 16.964 Menschen, 5.522 Haushalte und 3.766 Familien in der Stadt. Die Bevölkerungsdichte beträgt 2.298,2 Einwohner pro km². 60,41 % der Bevölkerung sind Weiße, 31,30 % Afroamerikaner, 0,09 % amerikanische Ureinwohner, 3,89 % Asiaten, 0,03 % pazifische Insulaner, 1,57 % anderer Herkunft und 2,71 % Mischlinge. 4,93 % sind Latinos unterschiedlicher Abstammung.
Von den 5.522 Haushalten haben 33,8 % Kinder unter 18 Jahre. 55,2 % davon sind verheiratete, zusammenlebende Paare, 10,0 % sind alleinerziehende Mütter, 31,8 % sind keine Familien, 25,2 % bestehen aus Singlehaushalten und in 9,8 % Menschen sind älter als 65. Die Durchschnittshaushaltsgröße beträgt 2,69, die Durchschnittsfamiliengröße 3,26.
22,3 % der Bevölkerung sind unter 18 Jahre alt, 17,5 % zwischen 18 und 24, 26,1 % zwischen 25 und 44, 22,2 % zwischen 45 und 64, 11,9 % älter als 65. Das Durchschnittsalter beträgt 35 Jahre. Das Verhältnis Frauen zu Männer beträgt 100:92,3, für Menschen älter als 18 Jahre beträgt das Verhältnis 100:88,1.
Das jährliche Durchschnittseinkommen der Haushalte beträgt 83.611 USD, das Durchschnittseinkommen der Familien 107.641 USD. Männer haben ein Durchschnittseinkommen von 61.809 USD, Frauen 42.238 USD. Der Prokopfeinkommen der Stadt beträgt 41.035 USD. 5,3 % der Bevölkerung und 1,9 % der Familien leben unterhalb der Armutsgrenze, davon sind 2,6 % Kinder oder Jugendliche jünger als 18 Jahre und 5,4 % der Menschen sind älter als 65.

## Bildung
South Orange ist Standort der privaten Seton Hall University in Trägerschaft der Römisch-katholischen Kirche.
Seton Hall University, die rund 9700 Schüler unterrichtet, wurde 1856 vom Erzbistum Newark gegründet und nach Elizabeth Ann Seton benannt, welche die erste amerikanische katholische Heilige ist. Die Division I-Universität befindet sich an der Ostseite der South Orange Avenue, der Hauptverkehrsader der Gemeinde.

## Söhne und Töchter der Stadt
- Tony Smith (1912–1980), Bildhauer
- Richard B. Bilder (1927–2025), Jurist und Professor für Völkerrecht
- Joseph Nye (1937–2025), Politologe, Politiker und Autor
- Jeff Van Note (* 1946), American-Football-Spieler
- Benedict Hyman Gross (* 1950), Mathematiker und Hochschullehrer
- Chris Browne (1952–2023), Comiczeichner
- Joel Silver (* 1952), Filmproduzent
- Kevin Spacey (* 1959), Schauspieler
- Elisabeth Shue (* 1963), Schauspielerin
- Ad-Rock (* 1966),  Musiker, MC und Producer, Mitglied der Hip-Hop-Gruppe Beastie Boys
- Stacey Kent (* 1968), Jazz-Sängerin
- Lauryn Hill (* 1975), Sängerin und Songwriterin
- Zach Braff (* 1975), Schauspieler, Regisseur und Drehbuchautor
- Isaiah Hill (* 2002), Model und Schauspieler

## Nachweise
1. ↑  www.southorange.org. (abgerufen am 31. Dezember 2024).
2. ↑  United States Census Bureau – QuickFacts: South Orange Village township
3. ↑  Climate and monthly weather forecast South Orange, NJ. In: Weather-US. Abgerufen am 7. September 2023.
4. ↑  Delozier, Alan. "Seton Hall University — A History in Brief (1856-2006)" (Memento vom 1. Juni 2013 im Internet Archive), Seton Hall University. Accessed March 25, 2012.